# Huljajpole
Huljajpole (ukrainska: Гуляйполе) är en industristad i Zaporizjzja oblast i Ukraina med cirka 13 000 invånare. Staden ligger längs floden Hajtjul, cirka 95 kilometer från Zaporizjzja.
Under Rysslands invasion av Ukraina 2022 anfölls Huljajpole av ryska styrkor och utsattes för intensiv beskjutning och bombanfall. Bostäder och infrastruktur förstördes och myndigheterna uppmanade  invånarna att låta sig evakuera.
Den ukrainska anarkisten och revolutionären Nestor Machno föddes i Huljajpole.